# Ledový čaj

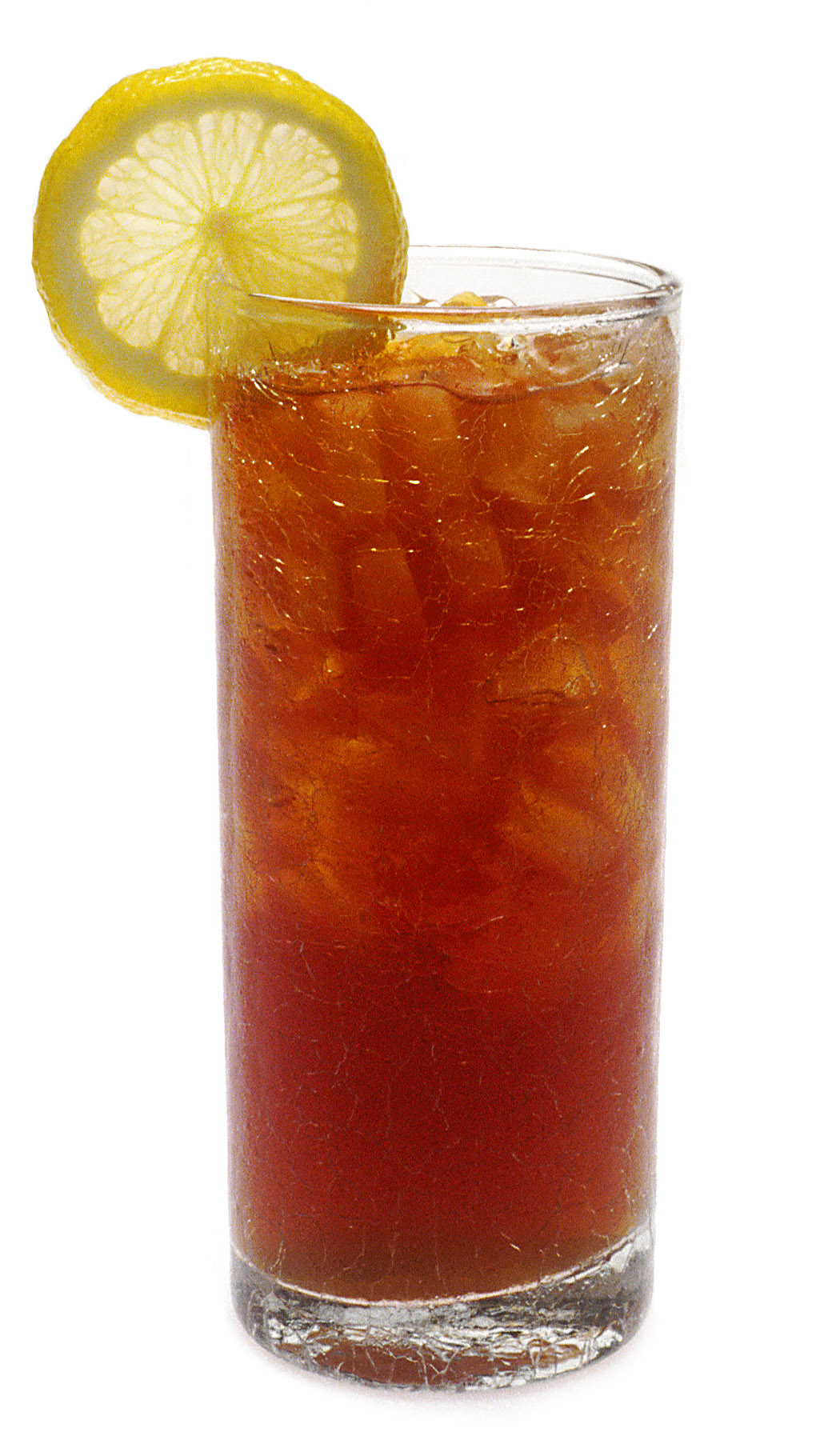
Sklenice ledového čaje s citrónem

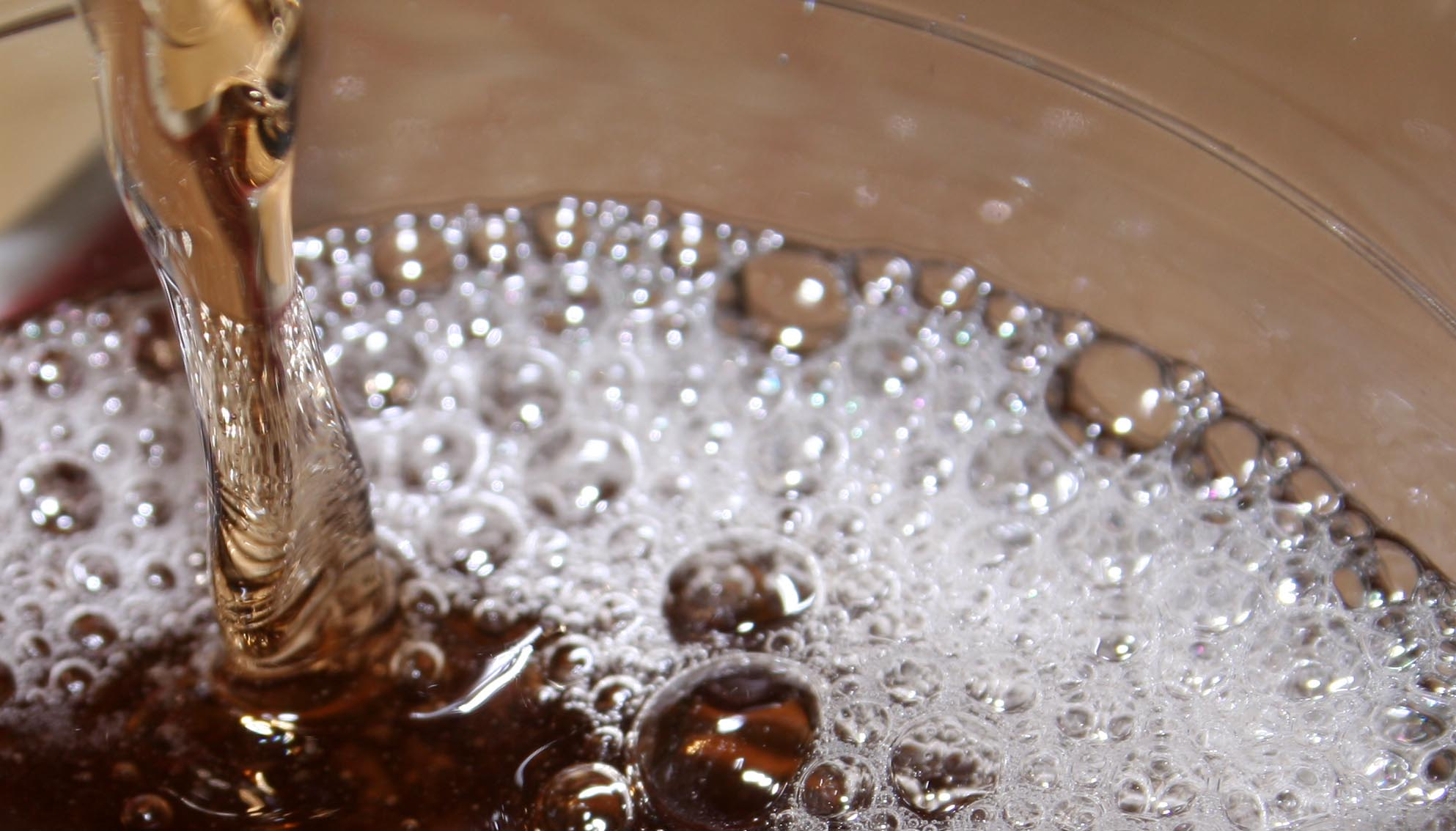
Ledový čaj

Ledový čaj (v češtině je někdy používán i anglický název ice tea) je jeden ze způsobu podávání čaje. Ledový čaj se podává studený, obvykle ve sklenici s ledem, jakožto osvěžující nápoj, například v letních měsících.
Existuje mnoho variant ledového čaje. Základem může být kterýkoliv typ čaje (zelený, černý, jasmínový, kombucha, případně i nečaje jako je bylinkový, rooibos aj.), který se podává chlazený. Do ledového čaje se může přidat cukr, sirup nebo jiné sladidlo, nebo ho ochutit ovocnou šťávou (nejčastěji citrónem nebo broskví), případně kořením a bylinkami (např. máta, skořice, hřebíček, ibišek aj.).
Ledový čaj lze vyrobit metodou cold brew (dlouhého louhování čajových lístků ve studené vodě) nebo pomocí horké vody jako normální čaj, který se poté ochladí v ledničce.
Existují také komerční značky ledového čaje prodávané v lahvích nebo plechovkách, mezi nejznámější značky patří Lipton, Nestea, Pfanner nebo Arizona. Průmyslově vyráběné ledové čaje však často bývají špatné kvality, obsahují většinou méně než 0,2 % čajového extraktu.

## Historie
Populární příběh o vzniku ledového čaje tvrdí, že byl poprvé představen jakožto osvěžující nápoj majitelem čajové plantáže Richardem Blechyndenem na světové výstavě v St. Louis (St. Louis World Fair) v roce 1904. S touto výstavou je spojena legenda, že návštěvníci výstavy odmítali Blechyndenův horký čaj kvůli horku, proto Blechynden do čajů hodil kostky ledu, aby alespoň nějaké prodal. I přesto, že ledový čaj byl na výstavě v St. Louis skutečně podáván, není pravda, že by zde byl představen poprvé. V Anglii se od 19. století podával studený čaj s alkoholem, kterému se říkalo punch. Již v roce 1890 se v časopise Nevada Noticer v článku o velkém setkání veteránů konfederační armády ve městě Nevada v Missouri objevuje zmínka o podávání ledového čaje. Studený čaj se ovšem tradičně podával v domácnostech na Americkém jihu podával již dlouho před výstavou, zhruba od poloviny 19. století.
Po světě se začal ledový čaj šířit až po vynalezení a rozšíření lednice a mrazáku. Ledový čaj se tak začal podávat i v zemích se silnou čajovou kulturou, jako je Čína a Turecko.